# Betty nővér
A Betty nővér (eredeti címe: Nurse Betty) egy 2000-es amerikai fekete humorú bűnügyi vígjáték, amelyet Neil LaBute rendezett. A produkció főszerepében Renée Zellweger, Morgan Freeman, Chris Rock és Greg Kinnear.
A film a cannes-i fesztiválon debütált 2000. május 11-én, és jelölték az Arany Pálmára. A fesztiválon a produkció elnyerte a legjobb forgatókönyvnek járó elismerést, valamint Renée Zellweger alakításáért Golden Globe-díjat nyert. A Betty nővért Magyarországon 2001. március 8-án vetítették a mozikban.

## Cselekmény
Betty Sizemore pincérnő rajong az A Reason to Love (Egy ok a szerelemre) című szappanoperáért. Fogalma sincs arról, hogy férje, Del, az autókereskedő szexuális viszonyt folytat egy másik nővel, és hogy drogok eladásával egészíti ki jövedelmét. Így történik, hogy mikor Betty születésnapjára kölcsönvesz egy autót, annak a csomagtartójában egy nagy adag kábítószer van. Ezalatt két bérgyilkos, Charlie és Wesley érkezik Betty és Del házához. Betty szemtanúja lesz Del gyilkosságának, és fúga-állapotba (en:Fugue state) kerül, felveszi A Reason to Love egyik szereplőjének személyazonosságát, aki ápolónő.
Aznap este a rendőri szemle közben összecsomagol, és a kihallgatás után Los Angelesbe utazik a kábítószeres autóval. Charlie és Wesley rájönnek, hogy Bettynél van a kábítószer, és utána erednek. Betty a városban megpróbál ápolónőként munkát találni, miközben rég nem látott "ex-vőlegényét" keresi, aki A Reason to Love főszereplője, a sebész David. A kórházak elutasítják, mert nincs önéletrajza és referenciái, de amikor Betty a sorozatban tanult technikával megmenti egy lövöldözés fiatal áldozatának életét, a kórház felajánl neki egy állást a gyógyszertárban, de megtiltják neki, hogy több beteghez nyúljon. Helyzete ellenére Betty népszerűvé válik a betegek és családtagjaik körében. Hálából, hogy megmentette öccse életét, Betty beköltözhet Rosához, és felajánlja, hogy segít Bettynek megtalálni a sebész barátját. Egy kollégájától megtudja, hogy "David" egy szappanopera szereplője, és a gyógyszertár ablakához megy, hogy szembesítse Bettyt, Betty azonban nem realizálja, hogy beképzeli a dolgot.
Betty ügyvédje jegyeket ad egy jótékonysági rendezvényre, ahol George McCord, a Davidet alakító színész lép fel. Betty a rendezvényen találkozik George-dzsal. George hajlik arra, hogy a nőt túlságosan fantáziadús rajongóként utasítsa el, de valami mégis arra készteti, hogy beszélgessen vele. Kezdi azt hinni, hogy Betty egy színésznő, aki eltökélten szeretne szerepet kapni az A Reason to Love sorozatba, ezért úgy dönt, hogy eljátssza a szerepét. Miután három órán át "szerepben maradt", hazaviszi a lányt. George kezd beleszeretni Bettybe, és a producerével úgy döntenek, hogy új szereplőként bevonják a műsorba: Betty nővérként. Amikor Betty megérkezik a forgatásra, fantáziavilágából visszazuhan a való életbe. Két sikertelen felvétel után rájön, hogy egy forgatáson van, és hogy az emberek, akiket valódiaknak hitt, csak karakterek. Összeveszik George-dzsal, majd kisétál.
Rosa házában Bettyt utoléri a két bérgyilkos, és fegyverrel fenyegetőzve túszul ejtik a két nőt. A két férfit Roy és Ballard seriff zavarja meg, és a patthelyzetben Ballard előhúz egy pisztolyt a bokatartóból. Wesley-t agyonlövik, Charlie pedig úgy dönt, hogy nem öli meg Bettyt, és öngyilkos lesz a fürdőszobában.
George munkát ajánl Bettynek a műsorban, és a nő 63 epizódban szerepel. Betty később azt tervezi, hogy ápolói pályára lép.

## Szereplők
| Szerep                  | Színész               | Magyar hangja             | Magyar hangja             |
| Szerep                  | Színész               | 1. magyar változat (2001) | 2. magyar változat (2011) |
| ----------------------- | --------------------- | ------------------------- | ------------------------- |
| Betty                   | Renée Zellweger       | Orosz Anna                | Orosz Anna                |
| Charlie                 | Morgan Freeman        | Papp János                | Vass Gábor                |
| Wesley                  | Chris Rock            | Csőre Gábor               | Csőre Gábor               |
| Dr. David Ravell        | Greg Kinnear          | Szabó Sipos Barnabás      | Csankó Zoltán             |
| Rosa                    | Tia Texada            | Juhász Judit              | Pikali Gerda              |
| Lyla                    | Allison Janney        | Menszátor Magdolna        | Bertalan Ágnes            |
| Del                     | Aaron Eckhart         | Stohl András              | Stohl András              |
| Chloe                   | Elizabeth Mitchell    | Rudolf Teréz              | Rudolf Teréz              |
| Roy                     | Crispin Glover        | Széles Tamás              | Széles Tamás              |
| Ballard                 | Pruitt Taylor Vince   | Csuja Imre                | Kerekes József            |
| Sue Ann                 | Kathleen Wilhoite     | Makay Andrea              | Makay Andrea              |
| Ellen                   | Harriet Sansom Harris | Andresz Kati              | Szórádi Erika             |
| Dr. Lonnie Walsh / Eric | Laird Macintosh       | Kárpáti Levente           | Seszták Szabolcs          |

## Fogadtatás
A Betty nővér a kritikusok körében jól szerepelt. A Rotten Tomatoes 83%-ra értékelte 131 vélemény alapján, az összefoglalója szerint: „[A film] a szó legjobb értelmében furcsa, a Betty nővér rendezője, Neil LaBute egy tehetséges szereplőgárdát talál egy éles, fantáziadús forgatókönyv szolgálatában.” A MetaCritic 69 pontot adott a 100-ból 34 vélemény alapján. Stephen Holden a The New York Timestól azt írta: „Könnyen lehet, hogy ez a legjobb amerikai vígjáték David O. Russell "Gyagyás család" című filmje óta, egy másik road movie, amely sosem fogyott ki a megrendítően vicces meglepetésekből.” Ann Hornaday a Baltimore Suntól azt írta: „[A film] céltalan és céltudatlan.”
A produkció veszteséges volt, a Box Office Mojo szerint 35 millió dollárból készült, és 29 millió dollár bevétel folyt be.
A film elnyerte a legjobb forgatókönyvnek járó díjat a cannes-i fesztiválon, Renée Zellweger pedig hazavihette a legjobb női főszereplőnek járó Golden Globe-díjat.

## Fontosabb díjak és jelölések
| Esemény                        | Díj                  | Kategória                                            | Eredmény |
| ------------------------------ | -------------------- | ---------------------------------------------------- | -------- |
| 2000-es cannes-i filmfesztivál | Arany Pálma          | Arany Pálma                                          | Jelölve  |
| 2000-es cannes-i filmfesztivál | legjobb forgatókönyv | legjobb forgatókönyv                                 | Elnyerte |
| 58. Golden Globe-gála          | Golden Globe-díj     | legjobb női főszereplő vígjátékban – Renée Zellweger | Elnyerte |